# Вайтангі
Вайтангі, або Ваїтангі, — район новозеландського міста Пайхія, який знаходиться в регіоні Нортленд неподалік від Бухти островів. Загальна чисельність жителів Вайтангі і Пайхія становить близько 7 250 осіб. Населення живе переважно завдяки туризму, деякі жителі міста займаються рибальством, а також будівництвом човнів.

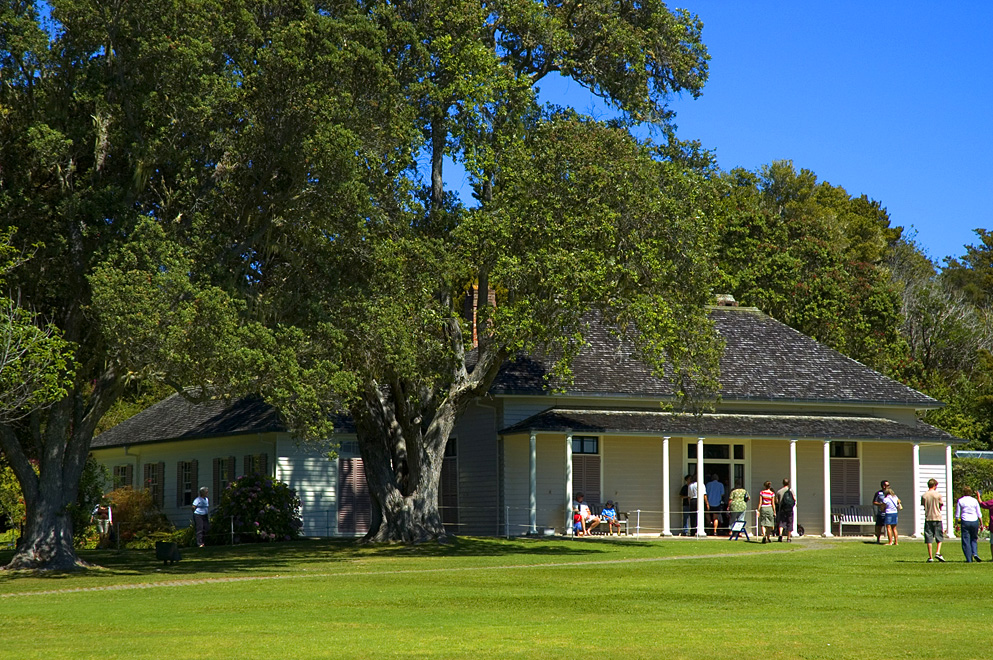
Будинок Вайтангі, місце підписання договору.

6 лютого 1840 року в тимчасово розбитому наметі з назвою «будівля угоди» відбулася спільна ратифікація договору Вайтангі представниками Великої Британії та керівниками маорі з союзу об'єднаних племен Нової Зеландії. Згідно державної угоди Нова Зеландія офіційно набула статусу колонії і, таким чином, увійшла до складу Британської Імперії. Ця дата вважається «днем народження» сучасної Нової Зеландії, а 6 лютого відзначено як національне свято країни — День Вайтангі.